# 21440 Елізаколлінз
21440 Елізаколлінз (21440 Elizacollins) — астероїд головного поясу, відкритий 24 березня 1998 року.
Тіссеранів параметр щодо Юпітера — 3,613.